# V dynastia
V dynastia – dynastia władców starożytnego Egiptu z okresu Starego Państwa

## Lata panowania
- 2504–2347 p.n.e. (Kwiatkowski)
- 2510–2460 p.n.e. (Grimal)
- 2500–2350 p.n.e. (Schneider)
- 2465–2323 p.n.e. (Tiradritti, De Luca)

| Stare Państwo – V dynastia |                       |            |                                    |                             |                    |
| Władca                     | Lata panowania p.n.e. | Nomen      | Prenomen                           | Żony                        | Miejsce pochówku   |
| Userkaf                    | 2504–2496             | Userkare   |                                    | Bunefer?                    | Piramida w Sakkara |
| Sahure                     | 2496–2483             | Sahure     |                                    |                             | Piramida w Abusir  |
| Neferirkare I              | 2483–2463             | Kakai      | Neferirkare                        | Chentkaus II                | Piramida w Abusir  |
| Szepseskare                | 2463–2456             |            | Szepseskare                        | ?                           | ?                  |
| Neferefre                  | 2456–2445             | Izi        | Neferefre (Reneferef) (Chaneferre) | ?                           | Piramida w Abusir  |
| Niuserre                   | 2445–2414             | Ini        | Niuserre                           | Reputnebu                   | Piramida w Abusir  |
| Menkauhor                  | 2414–2405             | Akau Hor   | Menkauhor                          | ?                           | ?                  |
| Dżedkare                   | 2405–2367             | Izezi      | Dżedkare                           | ?                           | Piramida w Sakkara |
| Unis (Wenis)               | 2367–2347             | Sa Ra Unis | Unis                               | Nechbet, Chenut, Seszseszet | Piramida w Sakkara |